# Bjarne Goldbæk
Bjarne Goldbæk (Copenhague, Dinamarca, 6 de octubre de 1968) es un exfutbolista danés, se desempeñaba como mediapunta. Con la selección de fútbol de Dinamarca fue internacional entre 1987 y 2001, disputando un Mundial y una Eurocopa.[cita requerida]

## Clubes
| Club                   | País       | Año       | Partidos | Goles |
| Næstved BK             | Dinamarca  | 1987      | 17       | 4     |
| FC Schalke 04          | Alemania   | 1987-1989 | 74       | 8     |
| 1. FC Kaiserslautern   | Alemania   | 1989-1993 | 80       | 11    |
| Tennis Borussia Berlin | Alemania   | 1993-1994 | 24       | 5     |
| 1. FC Colonia          | Alemania   | 1994-1996 | 30       | 2     |
| FC Copenhague          | Dinamarca  | 1996-1998 | 74       | 16    |
| Chelsea FC             | Inglaterra | 1998-2000 | 29       | 5     |
| Fulham FC              | Inglaterra | 2000-2003 | 85       | 6     |
| Rot-Weiss Essen        | Alemania   | 2003-2005 | 61       | 9     |

## Palmarés
1. FC Kaiserslautern
- Bundesliga: 1990-91
- Copa de Alemania: 1990
- Supercopa de Alemania: 1991

- Datos: Q681412